# Mussa crassidentata
Espèce
Mussa crassidentata est une espèce de coraux appartenant à la famille des Mussidae.